# 필리프 골로쇼킨
필리프 이사예비치 골로쇼킨 (러시아어: Филипп Исаевич Голощёкин) (본명 샤야 이치코비치 골로쇼킨) (러시아어: Шая Ицикович Голощёкин) (구력 2월 26일 – 1941년 10월 28일)은 유대인-러시아인 볼셰비키 혁명가, 소련 정치인, 그리고 당 간부였다.
1903년부터 러시아 사회민주노동당의 일원이었고 러시아 공산당 (볼셰비키)의 창립 멤버였던 그는 1905년 혁명과 10월 혁명의 참가자였다. 러시아 내전 동안 그는 우랄 지역과 시베리아에 소비에트 권력을 수립하는 데 중요한 인물이었으며, 우랄 지역 군사 인민위원과 우랄 소비에트라고 더 흔히 알려진 우랄 지역 노동자, 농민, 병사 대표 소비에트 중앙집행위원회의 위원, 그리고 페름 중앙집행위원회의 위원을 역임했다. 그는 로마노프가의 살해의 주요 가해자 중 한 명이었다.
1922년 소련 수립 후, 공산당의 고위 인물로서 그는 1924년부터 1934년까지 소련 공산당 중앙위원회의 정회원 및 후보 회원으로 선출되었고, 1925년부터 1933년까지 제1서기 전연방 공산당 카자흐 지역위원회, 1933년부터 1939년까지 소련 인민위원평의회의 최고 국가 중재인을 역임했다. 그는 카자흐스탄의 소비에트화 (소규모 10월) (러시아어: Малый Октябрь, "대10월"을 언급하는 말)에서 치명적인 역할을 하여 카자흐스탄 기근 (1932년-1933년)을 초래했으며, 이로 인해 150만 명이 사망했는데, 그 중 130만 명은 카자흐인이었다. 카자흐스탄인의 25에서 42퍼센트가 사망하거나 이주했는데, 이는 소련 기근 (1932년-1933년)으로 사망한 어떤 민족 집단보다 높은 비율이었다. 다른 자료에 따르면 100만에서 230만 명에 달하는 사람들이 사망했다고 한다.
대숙청 (1936년–1938년) 기간 동안 스탈린주의 정치적 억압에 적극적으로 참여했던 그는 1939년 니콜라이 예조프의 몰락 후 체포되었고, 1941년 내무인민위원부에 의해 재판 없이 총살되었다. 그는 사망 20년 후인 1961년 스탈린 격하 운동 이후 사후 재활성화되었다.

## 초기 생애와 경력
유대인 계약자 가족의 아들로 1876년 3월 9일 네벨에서 태어났으며, 그의 중간 이름은 이사이 (이디시어: 샤야 또는 샤이)와 이사크, 이사예비치, 이사코비치, 이츠코비치로 표기되어 있으며, 이들이 본명으로 표시된다. 리가의 치과대학을 졸업한 후 골로쇼킨은 한동안 치과기공사로 일했다.
1903년 그는 러시아 사회민주노동당에 가입했다. 그는 상트페테르부르크, 크론시타트, 세스트로레츠크, 모스크바 등지에서 혁명 활동을 펼쳤다. 그는 1905년-1907년 혁명에 참여했다. 1909년부터 그는 러시아 사회민주노동당 모스크바 위원회에서 일하며 이를 지휘했다. 1909년 체포되어 나림 지역으로 추방되었고, 1910년 탈출했다.
1912년, 그는 프라하에서 열린 볼셰비키 대회에 대표로 참석했으며, 이 대회에서 블라디미르 레닌은 멘셰비키와의 단절을 공식화하고 자체 중앙위원회를 가진 별도의 볼셰비키 조직을 만들었으며, 골로쇼킨은 그 창립 멤버였다. 그는 필리프(Philipp 또는 Philippe로도 표기됨)라는 가명을 당의 비밀 명칭으로 사용했다.
1913년 그는 러시아 당국에 의해 다시 체포되어 시베리아 투루한스크 지역으로 추방되었고, 1917년 러시아 2월 혁명 후에야 석방되었다. 5월, 전러시아 중앙집행위원회 위원장 야코프 스베르들로프는 골로쇼킨을 우랄 지역으로 보내면서 지역 볼셰비키들에게 "필리프 동지가 우랄로 갔다; 그는 매우 정력적인 사람이며 올바른 당 노선을 가지고 있다"고 알렸다. 그는 전연방 공산당 페름 위원회 위원으로, 그 후 지역위원회 위원으로 활동했다.
제2차 전러시아 소비에트 대회 대표로서 골로쇼킨은 페트로그라드에 도착했다. 그는 페트로그라드 군사혁명위원회에 합류하여 10월 혁명에 참여했다. 제2차 소비에트 대회에서 그는 전러시아 중앙집행위원회 위원으로 선출되었다. 골로쇼킨은 우랄로 떠나기 전 레닌이 전러시아 제헌의회의 소집을 지연시키고 그 후 해산을 목표로 했다고 회상했다.
10월 혁명의 성공과 러시아 내전 발발 후, 그는 예카테린부르크에 본부를 둔 우랄 지역 소비에트 간부회에 선출되었고, 우랄의 군사 위원으로 선출되어 그 지역의 적위대를 조직하고 지휘했으며, 예카테린부르크의 적군 예비군 지구 활동을 감독했다. 1918년 봄, 그는 러시아 2월 혁명 후 임시정부 의장을 역임했으며 예카테린부르크에 수감되어 있던 게오르기 리보프 공을 처형할 것을 제안했지만, 인민법무위원은 좌익 사회혁명당원이었고, 좌익 사회혁명당원들이 볼셰비키와 연합했던 시기였으므로 처형하지 말라고 명령했다.

## 로마노프 일가 살해
1918년 봄 모스크바에 있는 동안, 골로쇼킨은 먼저 야코프 스베르들로프에게 전 황제 니콜라이 2세를 예카테린부르크로 옮길 것을 제안하기로 결정했다. 그곳에서는 반볼셰비키 러시아 백군에 의해 그가 구출될 가능성이 적었다. 스베르들로프와 레닌은 전 황제를 공개 재판에 회부하여 레프 트로츠키가 수석 검사로 활동하게 할 계획이었기 때문에 동의하기를 꺼려했으며, 예카테린부르크 볼셰비키들이 그를 대신 린치할 것을 의심했지만, 결국 죄수와 그의 가족이 모스크바로 가는 길에 예카테린부르크를 통과해야 한다는 데 동의했다.
예카테린부르크에 도착하자 가족과 수행원들은 우랄 소비에트의 일원인 표트르 보이코프의 제안으로 이파티예프 하우스에 수감되었고, 예카테린부르크 체카의 고위 구성원인 야코프 유롭스키가 소비에트의 결정으로 이파티예프 하우스의 사령관으로 임명되었다. 유롭스키가 현장에서 직접 지휘했지만, 총체적인 지휘는 궁극적으로 우랄 지역 군사 위원으로서 골로쇼킨이 맡았다. 이 직책에서 그는 가족에게 너무 동정적이라고 여겨지는 경비원들을 자주 해고하고 더 강경하고 무자비한 볼셰비키들로 교체하는 것을 감독했다. 경비원 중 한 명인 이반 스코로호도프가 마리야 니콜라예브나 여대공에게 반하여 그녀의 19번째 생일을 위해 생일 케이크를 밀반입하다가 그와 교제하는 것이 발각되자, 골로쇼킨은 그를 체포하고 보안을 강화했다.
6월 29일 특별 회의에서 우랄 소비에트는 아메리칸스카야 호텔의 체카 본부에서 회의를 열고 로마노프 가족 전원을 처형하기로 합의했다. 골로쇼킨은 7월 3일 차르의 죽음을 주장하는 메시지를 가지고 모스크바에 도착했다. 당시 중앙집행위원회 23명 중 레닌, 스베르들로프, 펠릭스 제르진스키를 포함한 7명만이 참석했으며, 그곳에서 차르를 지체 없이 살해해야 한다는 데 동의한 것으로 보이며, 세부 사항과 준비는 우랄 소비에트의 재량에 맡겨졌다.
유롭스키는 회고록에서 골로쇼킨과의 상호 작용을 상세히 설명하며 다음과 같이 말했다. "7월 중순쯤 필리프는 [백] 전선이 더 가까워질 경우 처리를 위한 준비를 해야 한다고 나에게 말했다." 7월 15일 또는 16일, 유롭스키는 우랄 소비에트로부터 붉은 군대 부대가 사방으로 후퇴하고 있으며 처형을 더 이상 지체할 수 없다는 통보를 받았다. 골로쇼킨과 게오르기 사파로프는 오후 6시경 모스크바의 레닌과 스베르들로프에게 최종 승인을 요청하는 암호 전문을 보냈지만, 통신선이 끊겨 직접 연결할 수 없었기 때문에 그레고리 지노비예프, 즉 스몰니 연구소에 본부를 둔 페트로그라드 소비에트의 수장에게 페트로그라드로 직접 전문을 보내고 스베르들로프에게 모스크바에서 사본을 전달해 달라는 요청을 할 수밖에 없었다. 지노비예프는 전문을 모스크바로 정식으로 전달했으며, 페트로그라드 시간으로 오후 5시 50분까지 그렇게 했다고 명시했다. 모스크바에서 온 최종 답변에 대한 문서화된 기록은 남아 있지 않지만, 유롭스키는 스베르들로프가 서명한 중앙집행위원회의 진행 명령이 오후 7시경 골로쇼킨에 의해 자신에게 전달되었다고 주장했다.
벨로보로도프와 사파로프는 근처 아메리칸스카야 호텔의 지역 체카 본부에 남아 있었지만, 골로쇼킨은 표트르 예르마코프와 스테판 바가노프와 함께 우랄 소비에트의 대표로서 직접 이파티예프 하우스에 도착하여 처형을 지휘했지만, 직접 사격에 물리적으로 참여하지는 않았고, 대신 유롭스키가 직접 조직된 죽음의 부대를 이끄는 동안 다른 경비원들과 함께 밖에 머물렀다.
골로쇼킨은 경비원 중 한 명이 밖에 대기하고 있던 피아트 트럭의 엔진을 가동시켜 총성과 개 짖는 소리를 덮으려고 했지만, 그는 이파티예프 하우스 주변에 세워진 울타리를 따라 초조하게 왔다 갔다 하면서 밖에서 무슨 일이 일어나는지 들을 수 있는지 확인하려고 했다고 한다. 총소리가 울타리 밖에서도 들린다는 것이 명확해지자, 경비원 중 한 명인 알렉세이 카바노프는 살인자들에게 총격을 멈추고 총검과 총 개머리판을 사용하라고 지시했다. 시신이 집 밖으로 옮겨져 트럭에 실릴 때, 골로쇼킨은 몸을 굽혀 차르의 시신을 살펴보며 "이것이 로마노프 왕조의 끝이로군..."이라고 중얼거렸고, 이에 미하일 쿠드린은 "아니요, 아직입니다. 할 일이 많습니다."라고 대답했다. 쿠드린에 따르면, "황실 가족의 마지막 애처로운 잔재"인 프렌치 불도그 올티노의 시신이 적위대원의 총검 끝에 매달려 무참히 피아트에 던져지자, 골로쇼킨은 죽은 차르를 노려보며 "개는 개의 죽음을 맞이해야 한다"고 비웃었다고 한다. 골로쇼킨은 트럭에 올라 유롭스키, 쿠드린, 예르마코프, 바가노프와 함께 떠났고, 유롭스키의 부관인 그리고리 페트로비치 니쿨린은 이파티예프 하우스에 남겨졌다.
7월 18일 예카테린부르크의 전신국에서 그는 영국 영사관의 외교관인 토마스 힐데브랜드 프레스턴이 런던의 아서 밸푸어 경에게 "어젯밤 니콜라이 2세 차르가 총살당했습니다"라는 메시지를 보내려 하는 것을 발견했다. 골로쇼킨은 그것을 빼앗아 프레스턴의 글귀를 붉은 연필로 지우고 "어젯밤 교수형 집행인 차르 니콜라이는 총살당했습니다 – 마땅히 받아야 할 운명이었죠"라고 종이에 다시 썼다.
7월 19일, 골로쇼킨은 글라브니 프러스펙트에 있는 오페라 하우스에서 "피의 니콜라이"가 총살당했고 그의 가족은 안전한 장소로 옮겨졌다고 발표했다. 그는 이후 유롭스키와 함께 유해 처리 작업을 감독했으며, 벨로보로도프와 니쿨린은 로마노프 가족의 숙소를 약탈하는 것을 감독했다. 가장 값비싼 물품들은 유롭스키의 사무실에 쌓였고 나중에 골로쇼킨의 지시에 따라 위원들의 삼엄한 경비 아래 봉인된 트렁크에 실려 모스크바로 운송되었으며, 중요하지 않다고 여겨지는 물품들은 난로에 넣어 태워졌다. 골로쇼킨은 백군이 예카테린부르크를 점령한 7월 25일 이전에 다른 우랄 소비에트 구성원 대부분과 함께 예카테린부르크에서 안전하게 대피했다.

## 카자흐스탄 기근
1922년 10월부터 1925년까지 골로쇼킨은 사마라 주 노동자, 농민 및 적군 대표 평의회 의장, 사마라 주 정부 집행위원회 의장, 그리고 러시아 공산당 주 위원회 위원을 역임했다. 1922년 10월 23일, 그는 사마라 주에 계엄령을 해제했다. 그는 1924년에 소련 공산당 중앙위원회 후보 위원으로, 1927년에는 정회원으로 선출되었다. 1925년 2월 19일, 그는 새로 생성된 카자흐 자치 소비에트 사회주의 공화국의 공산당 제1서기로 임명되었다.
1925년부터 1933년까지 그는 거의 외부 간섭 없이 독재자로서 카자흐 자치 소비에트 사회주의 공화국을 운영했다. 그는 카자흐스탄의 광물 자원을 개발하기 위해 건설된 투르키스탄-시베리아 철도 건설에 중요한 역할을 했다. 이오시프 스탈린이 소련 전역에 농업 강제 집단화를 명령한 후, 골로쇼킨은 카자흐스탄의 대부분 유목민 인구를 강제로 집단 농장에 정착시키도록 명령했다. 이로 인해 100만에서 200만 명이 사망한 치명적인 카자흐스탄 기근이 발생했다.
일부 역사학자와 학자들은 이 기근이 카자흐인의 집단학살에 해당한다고 주장하지만, 다른 이들은 이 견해를 받아들이지 않는다. 카자흐스탄에서는 일부 연구에서 소련의 집단학살에 대한 설명을 반복하며 이를 골로쇼킨 집단학살이라고 명명했다.
모든 카자흐인의 38%가 사망했는데, 이는 1930년대 초 소련 기근에서 인구 대비 사망한 어떤 민족 집단보다도 가장 많은 수이다. 유목민을 정주 생활로 전환하기 위해 폭력적인 조치가 취해졌으며, 이는 주로 토착 카자흐인 인구에서 대규모 인명 피해를 초래했다. 이 시기에 많은 수의 카자흐 유목민이 중화민국의 신장 위구르 자치구에 있는 국경을 넘어 도피했다.
일반적으로 100만~200만 명의 사망자 수가 제시되지만, 역사 및 민족학 연구소 소장 K. M. 압자노프 교수와 같은 일부 카자흐 역사학자들은 기근과 폭력의 희생자 수를 훨씬 더 높게 추정한다. "기근으로 최소 300만 명의 카자흐인이 사망했습니다. 토착 인구의 6분의 1이 그들의 역사적 고향을 영원히 떠났습니다. 1897년 350만 명으로 지역 인구의 82%를 차지하던 카자흐인은 1939년에는 230만 명으로 줄어들었고, 공화국 인구에서 차지하는 비율은 38%로 떨어졌습니다." 두 차례의 소련 인구 조사에 따르면 카자흐 자치 소비에트 사회주의 공화국의 카자흐인 수는 1926년 3,637,612명에서 1937년 2,181,520명으로 감소했다. 소련 정부의 행동으로 카자흐인은 카자흐 자치 소비에트 사회주의 공화국에서 소수 민족이 되었고, 1990년대에 이르러서야 카자흐인이 다시 카자흐스탄에서 가장 큰 집단이 되었다.
골로쇼킨을 알았던 혁명사학자 V. L. 부르체프는 그를 다음과 같이 묘사했다.
그는 전형적인 레닌주의자이다. 그는 피를 멈추지 않는 사람이다. 이 특성은 그의 본성에서 특히 두드러진다: 처형자, 잔인하고, 퇴보의 요소를 지닌다. 당 생활에서 그는 오만하고, 선동가였으며, 냉소적이었다. 그는 카자흐인을 전혀 사람으로 여기지 않았다. 골로쇼킨은 카자흐스탄에 나타나자마자 소비에트 권력이 없으며, "소규모 10월"을 조직할 "필요"가 있다고 선언했다.

7년 동안 수도를 벗어나지 않고 백성들이 어떻게 사는지에 관심이 없었다는 말은 현실과 일치하지 않았다. 예를 들어 1931년 4월, 골로쇼킨은 공화국의 10개 라욘을 순회했다. 그럼에도 불구하고, 그의 지도 하에 카자흐스탄에서 이루어진 집단화와 "탈쿨락화"의 처리는 카자흐 국민들에게 증오와 공포의 감정으로 기억된다.

## 몰락
1932년 8월, 카자흐스탄에서 두 번째로 고위 공산주의자인 인민위원평의회 의장 우라즈 이사예프는 스탈린에게 골로쇼킨이 모든 카자흐인들이 집단 농장에 가입하기로 결정했다는 자신의 신화를 믿고 있으며, 자신의 실수를 '쿨라크' 탓으로 돌리고 있다고 비난하는 편지를 썼다. 10월, 저명한 카자흐 작가 가비트 무시레포프는 카자흐스탄 투르가이 지역 도로변에서 장작처럼 쌓여 있는 시신들을 발견했다고 보고했다. 서시베리아 당 책임자 로베르트 에이헤도 굶주린 카자흐인들이 시베리아로 쏟아져 들어오는 것에 대해 불평했고, 스탈린과 뱌체슬라프 몰로토프는 중국으로 넘어가는 카자흐 난민의 수에 의문을 제기했다.
골로쇼킨은 가난하고 중간 소득의 카자흐인들이 "자발적으로, 강력한 물결을 이루며 사회주의를 향했다"고 주장하며 자신을 변호했다. 처음에는 스탈린의 지지를 받는 것처럼 보였다. 1932년 11월 11일, 그와 이사예프는 곡물 수집을 방해한 혐의로 농민들을 대규모로 체포하고 추방하라고 명령했다. 1933년 1월, 중앙위원회 전원 회의에서 그는 카자흐스탄에서의 5개년 계획의 "엄청난 성공"을 자랑했지만 — 며칠 후 갑자기 해고되었고, 집단화 처리에 대해 광범위한 대중의 비판을 받았다. 기근을 집단화의 더 큰 구조적 문제가 아닌 골로쇼킨 개인의 탓으로 돌림으로써 스탈린은 우크라이나 소비에트 사회주의 공화국의 집단화에서 유사한 문제가 발생하는 것을 막지 못했고, 이는 홀로도모르로 이어졌다.
모스크바로 돌아온 후, 비록 최고 국가 중재관이라는 고위직에 임명되었지만, 골로쇼킨은 자신의 해임에 대해 골똘히 생각하며 자살 위협을 했고, 결국 격분한 아내 엘리자베타 아르세니예브나 골로쇼키나가 그에게 권총을 건네주며 자살하라고 감히 말하자, 그 후로 그는 다시는 자살 위협을 하지 않았다고 한다. 소련 인민위원평의회의 최고 국가 중재관으로 재임하는 동안 그는 스탈린주의 정치적 억압에 적극적으로 참여했으며, 대숙청의 가장 활발한 시기인 1936년부터 1938년까지 내무인민위원부의 수장이었던 니콜라이 예조프와 자주 접촉하고 협력했다.

## 체포 및 처형
그는 대부분의 저명한 고참 볼셰비키와 달리 니콜라이 예조프가 내무인민위원부 수장으로 있는 동안 대숙청을 무사히 넘겼지만, 1939년 예조프가 체포되자 그는 심문관들에게 상세한 자백을 했는데, 여기에는 1925년 하반기에 당시 카자흐 자치 소비에트 사회주의 공화국의 수도였던 키질로르다에 있는 골로쇼킨의 아파트에 살았으며, 그 몇 달 동안 그들이 동성애 연인이었다는 정보가 포함되어 있었다. 동성애는 1925년 소련에서는 범죄가 아니었지만, 1934년에 범죄화되었다. 그럼에도 불구하고 예조프보다 거의 20살이나 많았던 골로쇼킨은 1939년 10월 15일 체포되었다.
그는 트로츠키주의에 대한 동정, 테러 행위 준비, 집단화 과정에서의 과도한 행동, 그리고 나치 독일을 위한 간첩 행위로 기소되었다.
그는 수하노보 감옥에서 12개월 동안 혹독한 심문을 받았고, 그 후 1941년 8월 제2차 세계 대전 중 추축국의 소련 침공 시기에 부티르카 감옥으로 다시 이송되었으며, 그 후 독일 국방군이 모스크바로 접근함에 따라 내무인민위원부 본부가 그곳으로 대피하면서 10월 17일까지 쿠이비셰프로 마지막 이송되었다. 그는 고위 군 장교 14명을 포함한 20명의 '특히 위험한' 죄수 중 한 명이었고, 라브렌티 베리야의 직접적인 명령에 따라 1941년 10월 28일 바르비시 마을 근처에서 총살당했으며, 표식 없는 무덤에 매장되었다.
그는 사망 20년 후인 1961년에 사후 재활성화되었다. 1976년부터 1990년까지 당시 스베르들롭스크로 알려졌던 예카테린부르크의 한 거리는 골로쇼킨의 이름을 따서 명명되었다.

## 이름
이 성은 종종 "Goloshchekin"으로 쓰이는데, 이는 악센트 부호 없이 쓰인 성인 Голощeкин의 전사이다.
그는 또한 이사이의 애칭인 이디시어에서 따온 샤야 골로쇼킨 (Шая)으로도 자주 언급된다. "필리프"는 그의 당 가명이었다.

## 가족
그의 첫 번째 부인 베르타 이오시포브나 페렐만은 1876년에 장인의 가족으로 태어났다. 그녀는 체포되어 나림 지역으로 추방되었다. 망명 생활 중 베르타 페렐만은 골로쇼킨과 결혼했다. 그녀는 1918년에 사망했다.
그 후 그는 엘리자베타 아르세니예브나 골로쇼키나와 결혼했다.

## 대중문화에서
골로쇼킨은 2019년 미국 다큐드라마 마지막 차르에서 리투아니아 배우 요쿠바스 바레이키스가, 2021년 카자흐스탄 영화 우는 대초원에서 러시아 배우 세르게이 니코넨코가 연기했다.

## 내용주
1. ↑  골로시체킨으로도 표기한다.